# ارنستو فیلیپی
ارنستو فیلیپی کاوانی (اسپانیایی: Ernesto Filippi Cavani‎) یک داور فوتبال اهل اروگوئه است. وی سابقه قضاوت در جام جهانی فوتبال ۱۹۹۴ را دارد.